# 科威特—巴基斯坦关系
科威特－巴基斯坦关系指的是科威特与巴基斯坦的双边关系。第一次海湾战争结束后（1991年），巴基斯坦军队的工程师参与了在科威特的排雷计划。科威特是2005年巴基斯坦克什米尔偏远山区地震的最先捐款的国家，也是捐款金额最多的国家（1亿美元）。